# Shirish Kunder

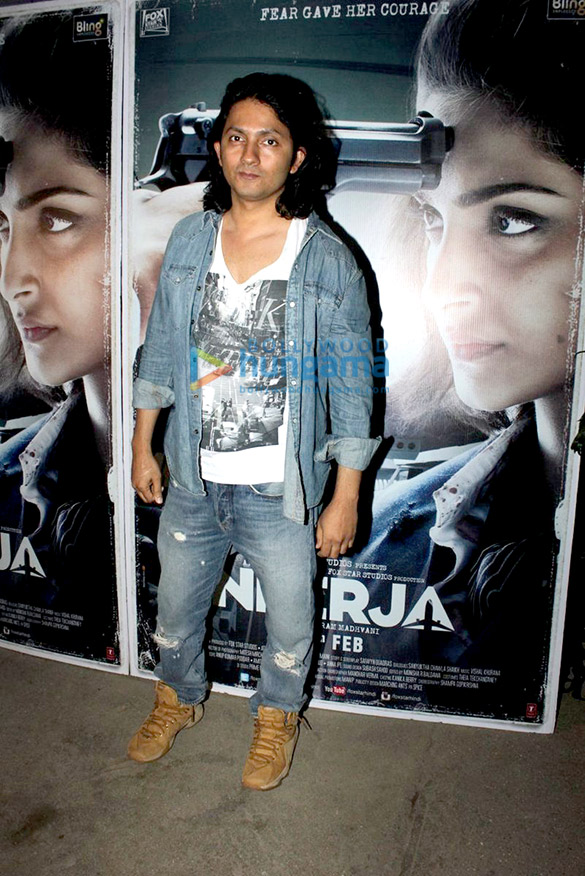
Shirish Kunder in 2016

Shirish Kunder (Mangalore, 24 maggio 1973) è un montatore e regista indiano.

## Biografia
Ha raggiunto una certa fama a Bollywood per i suoi ottimi lavori di montaggio e coreografia, oltre all'aver sposato la regista Farah Khan.
La sua filmografia è limitata a pochi titoli, ma di successo.

## Filmografia parziale

### Regista
- Jaan-E-Maan (2006)
- Joker (2012)

### Montatore
- Armaan, regia di Honey Irani (2003)
- Main Hoon Na, regia di Farah Khan (2004)
- Waqt: The Race Against Time, regia di Vipul Amrutlal Shah (2005)
- Om Shanti Om, regia di Farah Khan (2007)
- Benaam, regia di Anees Bazmee (2008)